# Topoľovka, Humenné
Topoľovka este o comună slovacă, aflată în districtul Humenné din regiunea Prešov. Localitatea se află la altitudinea de 138 m deasupra n.m., se întinde pe o suprafață de 7,79 km2 și în 2017 număra 812 locuitori.

## Istoric
Localitatea Topoľovka este atestată documentar din 1479.

## Demografie
| An:                | 1994 | 2004   | 2014   | 2024   |
| ------------------ | ---- | ------ | ------ | ------ |
| Număr de persoane: | 812  | 823    | 815    | 807    |
| Diferență:         |      | +1,35% | −0,97% | −0,98% |

| An:                | 2023 | 2024   |
| ------------------ | ---- | ------ |
| Număr de persoane: | 811  | 807    |
| Diferență:         |      | −0,49% |